# Benedikt Reetz

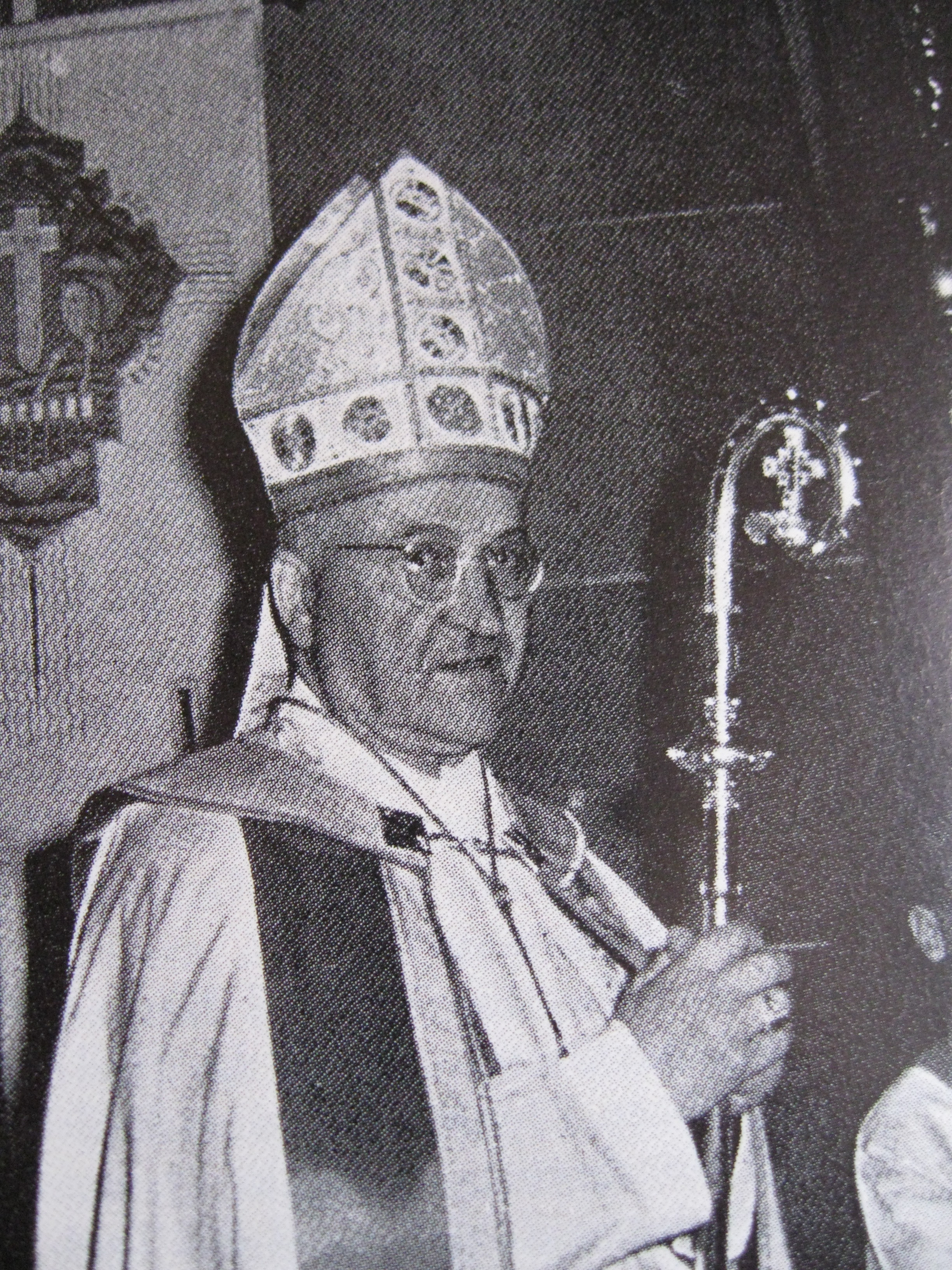
Erzabt Dr. Benedikt Reetz OSB

Benedikt Reetz OSB (* 14. März 1897 in Ripsdorf, Eifel als Johannes Reetz; † 28. Dezember 1964 nahe Beuron) war ein deutscher Benediktiner. Er war Abt der Abtei Seckau  und Erzabt der Erzabtei Beuron sowie Abtpräses der Beuroner Kongregation.

## Leben
Nachdem Johannes Reetz 1914 sein Abitur am Gymnasium der belgischen Benediktinerabtei Saint-André in Brügge abgelegt hatte, trat er nach dem Ersten Weltkrieg in die Benediktiner-Abtei Seckau ein, wo er den Ordensnamen Benedikt erhielt. Seine Profess legte er in Seckau am 5. Juli 1921 ab. Pater Benedikt studierte fortan an der benediktinischen Ordenshochschule, dem Päpstlichen Athenaeum Sant’Anselmo in Rom, wo er auch zum Dr. theol. promoviert wurde. Nach seiner Priesterweihe am 14. September 1924 war er in der neugegründeten Benediktinerabtei St. Matthias in Trier als Kaplan tätig. 
Am 5. März 1926 wurde Benedikt Reetz als Nachfolger von Suitbert Birkle zum vierten Abt von Seckau gewählt und empfing am 21. März 1926 durch den Trierer Bischof Franz Rudolf Bornewasser die Benediktion. Sein Wahlspruch lautete: Christi vices agere – als Stellvertreter Christi handeln. Reetz spielte eine bedeutende Rolle für die Liturgische Bewegung in Österreich. 1940 wurde das Kloster aufgehoben; nach dem Ende des Zweiten Weltkrieges (1945) konnte der Konvent zurückkehren.
Am 18. Juli 1957 wählte ihn der Konvent der Erzabtei St. Martin in Beuron zum sechsten Erzabt des Stammklosters des Beuroner Klosterverbandes. Zudem wurde Reetz vom Generalkapitel der Beuroner Kongregation am 1. Juni 1960 zu deren Abtpräses gewählt. Reetz war gewähltes Mitglied der Konzilskommission für besondere Aufgaben und nahm als Konzilsvater an drei Sitzungsperioden des Zweiten Vatikanischen Konzils teil.
Er starb an den Folgen eines Verkehrsunfalls und wurde in der Krypta der Beuroner Gnadenkapelle beigesetzt.
Reetz war Ehrenmitglied der katholischen Studentenverbindungen Austria-Graz und Alamannia Tübingen im ÖKV bzw. KV.

## Veröffentlichungen
- Liturgie und Streben nach Vollkommenheit. Verlag Rupertuswerk St. Peter, Salzburg 1951.
- Guten Morgen! Ein Wort in den Tag. Verlag Herder, Freiburg im Breisgau 1964, 4. Auflage 1967.
- "365mal Guten Morgen" und andere Worte in den Tag. Verlag Herder, Freiburg im Breisgau 1965.